# قانون دولي عرفي

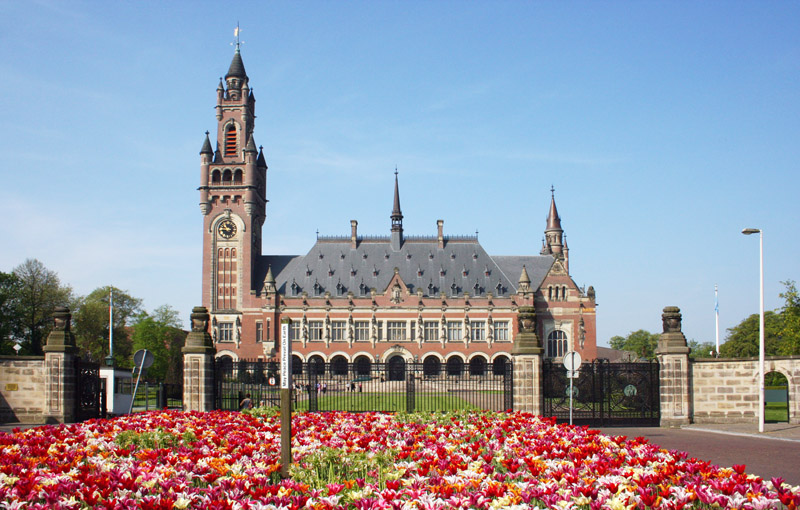

القانون الدولي العرفي هو أحد جوانب القانون الدولي ويتضمن مبدأ العرف، إلى جانب المبادئ العامة للقانون والمعاهدات، تعتبر محكمة العدل الدولية والقضاة والأمم المتحدة ودولها الأعضاء العرفَ من المصادر الأساسية للقانون الدولي.
تقبل العديد من الحكومات، من حيث المبدأ، وجود القانون الدولي العرفي، رغم وجود آراء متباينة بشأن القواعد الواردة فيه.
في عام 1950، أدرجت لجنة القانون الدولي المصادر التالية كأشكال من القانون الدولي العرفي: المعاهدات، قرارات المحاكم الوطنية والدولية، التشريعات الوطنية، آراء المستشارين القانونيين الوطنيين، المراسلات الدبلوماسية، وممارسات المنظمات الدولية.

## الاعتراف بالقانون الدولي العرفي
يعرّف النظام الأساسي لمحكمة العدل الدولية القانون الدولي العرفي في المادة 38 (1) (ب) أنه «ممارسة عامة معترف بها كقانون». يتحدد ذلك عمومًا من خلال عاملين: الممارسة العامة للدول، وما تعترف به الدول كقانون.
توجد عدة أنواع من القوانين الدولية العرفية التي تعترف بها الدول. ترتقي بعض القوانين الدولية العرفية إلى مستوى القواعد الآمرة عند قبولها من قبل المجتمع الدولي كحقوق غير قابلة للانتقاص، في حين أن مجموعة صغيرة من الدول قد تتبع القوانين الدولية العرفية. عادةً ما تكون الدول ملزمة بالقانون الدولي العرفي بغض النظر عما إذا كانت هذه الدول قد دونت القوانين محليًا أو من خلال المعاهدات.

### يوس كوجنس
تعد القواعد الآمرة (تسمى أيضًا يوس كوجنس، وهو مصطلح لاتيني بمعنى «القانون الإجباري») مبدأً أساسيًا في القانون الدولي والذي يقبله المجتمع الدولي كقاعدة لا يُسمح فيها بأي استثناء (غير قابل للانتقاص). تُستمد هذه القواعد من مبادئ القانون الطبيعي، ويجب إلغاء وإبطال أي قوانين تتعارض معها، وتشمل الأمثلة الجرائم الدولية المختلفة؛ تنتهك الدولة القانون الدولي العرفي إذا سمحت أو شاركت في أي شكل من أشكال العبودية، أو التعذيب، أو الإبادة الجماعية، أو الحرب العدوانية، أو الجرائم ضد الإنسانية.
إنّ القانون الدولي العرفي والقواعد الآمرة غير قابلة للتبادل. جميع القواعد الآمرة هي قوانين دولية عرفية تتبناها الدول، ولكن لا تصل كل القوانين الدولية العرفية إلى مستوى القواعد الآمرة. يمكن للدول أن تحيد عن القانون الدولي العرفي عن طريق سن المعاهدات والقوانين المتعارضة معه، لكن القواعد الآمرة غير قابلة للانتقاص.

## تدوين القانون العرفي الدولي
دُونت القوانين العرفية الدولية من خلال المعاهدات والقوانين المحلية، بينما يُعترف بقوانين أخرى فقط كقوانين عرفية.
اعتُبرت قوانين الحرب، والمعروفة أيضًا باسم يوس إن بيلو، من القوانين العرفية قبل تدوينها في اتفاقيتي لاهاي 1899 و1907، واتفاقيات جنيف، وغيرها من المعاهدات. مع ذلك، لا تحكم هذه الاتفاقيات جميع المسائل القانونية التي قد تظهر أثناء الحرب. بدلًا من ذلك، تنص المادة 1 (2) من البروتوكول الأول على أن القانون الدولي العرفي يحكم المسائل القانونية المتعلقة بالنزاع المسلح والتي لا تغطيها الاتفاقات الأخرى.

### السكوت كعلامة على الرضى
بشكل عام، يجب أن توافق الدول ذات السيادة على الالتزام بمعاهدة أو قاعدة قانونية معينة. مع ذلك، إن القوانين العرفية الدولية هي قواعد أصبحت متعارف عليها على المستوى الدولي، بحيث تلتزم بها البلدان دون الحاجة إلى موافقتها. في هذه الحالات، كل ما هو مطلوب هو ألا تعترض الدولة على القانون. لكن قد لا تكون الدول التي تعترض على القوانين الدولية العرفية ملزمة بها ما لم تُعتبر هذه القوانين من القواعد الآمرة.

### الموافقة والقانون الدولي العرفي
يقال عادة إن المجتمع الدولي «فوضوي»، إذ لا توجد طبقة حكومية عليا تتمتع بسلطة مطلقة كي تعامل الدول كمواطنين. هذا أمر غير مفاجئ، فيمكن لمعظم الدول، إذا تعرضت للضغط، الاعتماد على نفسها فقط من أجل البقاء، وبالتالي تكون الدول في وضع يسمح لها، على عكس المواطنين، برفض الفوائد والمسؤوليات المتبادلة للمشاركة في مجتمع يعمل بموجب القانون.
لطالما كان أحد مبادئ القانون أنه يجب على الدولة الموافقة بشكل صريح على القاعدة (مثلًا عن طريق توقيع معاهدة) قبل أن تكون ملزمة قانونيًا بهذه القاعدة. لا يلغي القانون الدولي العرفي فكرة الموافقة هذه فقط، بل ويفعل ذلك خلسة.

## محكمة العدل الدولية
يقر النظام الأساسي لمحكمة العدل الدولية بوجود القانون الدولي العرفي في المادة 38 (1) (ب)، والمتضمَن في ميثاق الأمم المتحدة بموجب المادة 92: «المحكمة، التي تتمثل مهمتها في اتخاذ القرار وفقًا للقانون الدولي كما في حال النزاعات التي تُحال إليها، تطبق العرف الدولي، كدليل على الممارسة العامة التي تُطبق بموجب القانون».
القانون الدولي العرفي «يتكون من قواعد قانونية مستمدة من السلوك الثابت للدول التي تعمل انطلاقًا من الاعتقاد أن القانون يلزمها بالعمل بهذه الطريقة». هذا يعني أن القانون الدولي العرفي يمكن تمييزه من خلال «التكرار الواسع النطاق للممارسات الدولية المماثلة مع مرور الوقت (ممارسة الدول)؛ ويجب أن تحدث هذه الممارسات بدافع الالتزام (الرأي القانوني)؛ ويجب أن يقبل عدد كبير من الدول هذه الممارسات، وألا يرفضها عدد كبير من الدول». من علامات القانون الدولي العرفي إجماع الدول الذي يتمثل بالسلوك والشعور الواضح بالالتزام على نطاق واسع.
العنصران الأساسيان في القانون الدولي العرفي هما ممارسات الدول والرأي القانوني، هذا ما أكدته محكمة العدل الدولية في مشروعية التهديد بالأسلحة النووية أو استخدامها.

## القانون الدولي العرفي الثنائي مقابل القانون الدولي العرفي متعدد الأطراف
يمكن أن يتراوح الاعتراف بالقوانين العرفية المختلفة من الاعتراف الثنائي البسيط بالقوانين العرفية، إلى الاعتراف متعدد الأطراف في جميع أنحاء العالم. يمكن أن تصبح الأعراف الإقليمية قانونًا دوليًا عرفيًا في مناطقها، لكنها لا تصبح قانونًا دوليًا عرفيًا في الدول خارج المنطقة. اعترفت محكمة العدل الدولية بوجود قانون عرفي ثنائي في قضية حق المرور في الأراضي الهندية بين البرتغال والهند، إذ رأت المحكمة أنه «لا يوجد سبب يمنع الممارسات التي استمرت لفترة طويلة بين الدولتين ونظمت العلاقات بينهما من أن تشكل أساس الحقوق والالتزامات المتبادلة بين الدولتين».

## القوانين الدولية العرفية الأخرى
تشمل الأمثلة الأخرى المقبولة أو المعترف بها كقوانين دولية عرفية مبدأ حصانة رؤساء الدول الأجنبية الزائرين، ومبدأ عدم الإعادة القسرية. اعتبر مجلس الأمن التابع للأمم المتحدة في عام 1993 اتفاقيات جنيف كقانون دولي عرفي. إذا اعتُبرت أي معاهدة أو قانون قانونًا دوليًا عرفيًا، ستكون الأطراف التي لم تقر بالمعاهدة المذكورة ملزمة بمراعاة أحكامها بحسن نية.